# Droga wojewódzka nr 526
Droga wojewódzka nr 526 (DW526) – droga wojewódzka w północnej Polsce w województwie warmińsko-mazurskim i pomorskim przebiegająca przez teren powiatów elbląskiego (gminy: Pasłęk i Rychliki), ostródzkiego (gmina Małdyty) i sztumskiego (gmina Stary Dzierzgoń). Droga ma długość 32 km. Łączy Pasłęk z miejscowością Przezmark.

## Przebieg drogi
Droga rozpoczyna się w Pasłęku, gdzie odchodzi od drogi wojewódzkiej nr 527. Następnie kieruje się w stronę południową i po 34 km dociera do miejscowości Przezmark, gdzie dołącza się do drogi wojewódzkiej nr 519.

## Miejscowości leżące przy trasie DW526
- Pasłęk
- Krasin
- Śliwica
- Lepno
- Gołutowo
- Skolwity
- Myślice
- Pronie
- Milikowo
- Przezmark